# Metropolregion Augusta
Die Metropolregion Augusta (englisch: Augusta metropolitan area) ist eine Metropolregion in den US-Bundesstaaten Georgia und South Carolina. Sie stellt eine durch das Office of Management and Budget definierte Metropolitan Statistical Area (MSA) dar und wird von der Behörde offiziell als Augusta-Richmond County, GA-SC Metropolitan Statistical Area bezeichnet.
Die Region umfasst die Countys Richmond, Columbia, Burke, McDuffie und Lincoln (Georgia) sowie Aiken und Edgefield (South Carolina). Den Mittelpunkt des Gebietes stellt die Stadt Augusta dar.
Zum Zeitpunkt der Volkszählung von 2020 hatte das Gebiet 611.000 Einwohner.